# Desktop Light Linux
Desktop Light Linux (DeLi Linux para acortar) es una minidistribución de GNU/Linux enfocada al escritorio, para computadoras antiguas.

## Historia de lanzamientos
Hasta la versión 0.6.1 DeLi Linux estaba basada en Slackware 7, usando un núcleo Linux 2.2.
DeLi Linux version 0.7.x es un nuevo desarrollo desde cero, con el núcleo Linux 2.4.33.3, y por tanto ya no está basada en Slackware. El sistema operativo aún utiliza el Sistema de gestión de paquetes de Slackware, agregando funcionalidades de CRUX (por ejemplo: un sistema de Ports, para la compilación de nuevos paquetes de software, e instalando y actualizando las aplicaciones).
DeLi Linux está ahora basada en uClibc en vez de Glibc. La Línea de comandos por defecto es una versión portada del Korn Shell de OpenBSD.
| Version | Fecha                    |
| ------- | ------------------------ |
| 0.1     | 2 de noviembre de 2002   |
| 0.2     | 19 de marzo de 2003      |
| 0.3     | 9 de julio de 2003       |
| 0.4     | 26 de noviembre de 2003  |
| 0.5     | 16 de diciembre de 2003  |
| 0.6     | 16 de junio de 2004      |
| 0.6.1   | 9 de septiembre de 2004  |
| 0.7     | 15 de septiembre de 2006 |
| 0.7.1   | 17 de octubre de 2006    |
| 0.7.2   | 18 de mayo de 2007       |
| 0.8.0   | 28 de mayo de 2008       |

## Software
DeLi Linux viene con Abiword y Siag Office como suite ofimática. Para la navegación web, se cuenta con Konqueror integrado.  Incluye cliente de correo electrónico como mutt y Sylpheed. Posee como Window Managers a IceWM y Fluxbox. Para editar, DeLi Linux ofrece e3, elvis y Beaver.
Desde que DeLi Linux transportó el software a peso ligero, muchos programas populares, de código abierto y software libre no son incluidos, como GNOME, KDE, Emacs, Mozilla o Mozilla Thunderbird.
DeLi Linux provee un repositorio software especial en línea, llamado deli32 que tiene los paquetes de software que necesitan al menos de 32Mb de RAM, como Mozilla Firefox, Gnumeric y VLC.

## Requisitos
DeLi Linux necesita un procesador Intel 386 con 8Mb de RAM como mínimo. No obstante, debería correr fluidamente con un procesador 486 y 16Mb de RAM. Una instalación completa con todos los paquetes de software requiere casi de unos 400 Mb de espacio de disco duro.

## Proyecto sucesor
En agosto de 2010 los desarrolladores anunciaron que DeLi linux ya no continuaría. En vez de este habría un proyecto sucesor ConnochaetOS, el cual será una distribuccion que dará a viejos computadores un software moderno. Dicho proyecto desea seguir las directrices para distribucciones libres de la Free Software Foundation.